# Politique aux îles Pitcairn
Les Îles Pitcairn sont une dépendance démocratique à représentation parlementaire du Royaume-Uni où la tête du gouvernement est le maire (actuellement Mike Warren). Le Local Government Ordinance de 1964 sert de constitution. 
| Instance politique | Nom                    |
| ------------------ | ---------------------- |
| Roi                | Sa Majesté Charles III |
| Gouverneur         | Victoria Treadell      |
| Commissaire        | Jack Piff              |
| Maire              | Mike Warren            |

Le Roi est représenté par le gouverneur, qui est en fait le haut commissaire britannique en Nouvelle-Zélande. Le commissaire est la liaison entre le gouverneur et le Island Council. Vu que le gouverneur n'habite pas Pitcairn et ne s'y rend pas habituellement, la gestion de l'île est confiée au maire, depuis 1999. Le maire est élu par un vote populaire pour un mandat de trois ans.
Le Conseil de l'île (en anglais : Island Council) sert à la fois de corps législatif et judiciaire de Pitcairn. Le conseil a 10 membres qui servent tous pour un mandat d'un an.
En mai 2010, Victoria Treadell a remplacé George Fergusson comme gouverneur.